# 小菅扁粒螺
小菅扁粒螺（学名：Euthymella kosugei）为左錐螺科扁粒螺屬下的一个种。